# Пелтінень
Пелтінень, Пелтінені (рум. Păltineni) — село у повіті Бузеу в Румунії. Адміністративно підпорядковане місту Нехою.
Село розташоване на відстані 108 км на північ від Бухареста, 47 км на північний захід від Бузеу, 133 км на захід від Галаца, 62 км на південний схід від Брашова.

## Населення
За даними перепису населення 2002 року у селі проживали 869 осіб, усі — румуни. Усі жителі села рідною мовою назвали румунську.